# Rudolf Kotormány
Rudolf Kotormány (23 de gener de 1911 - 2 d'agost de 1983) fou un futbolista romanès. Va formar part de l'equip romanès a la Copa del Món de 1934.